# Carissa bispinosa
Carissa bispinosa és una espècie d'arbust pertanyent a la família de les apocinàcies. És originària del sud d'Àfrica. Els seus fruits són comestibles. El nom “carissa” deriva del nom indígena carissa les quals contenen un glucòsid amarg i verinós a l'escorça anomenat carrisin. L'epítet específic “bispinosa” deriva de les paraules llatines bi- "dos" i espinosa- i fa referència a les espines bífides d'aquesta planta. El nom vernacle de num-num podria ser d'origen de l'ètnia hotentot en referència a l'onomatopeia que proporciona el so de plaer al gust de la fruita petita i sucosa d'aquesta planta. C. bispinosa va ser descrita per (René Louiche Desfontaines i publicada a Tableau de l'École de Botanique 1: 78. (Tabl. École Bot.) Però el més atractiu d'aquesta planta és el seu fruit, molt ric en vitamina C, magnesi i fòsfor. Té forma d'ou i és bastant gran, d'aquí el nom macrocarpa, que en grec vol dir "fruit gran". És d'un color fúcsia vermellós, del qual s'hi fan delicioses gelees i melmelades. Criden també l'atenció les seves flors d'un color blanc immaculat, que recorden la tarongina, i apareixen des de primavera fins a mitjans d'estiu. Cal destacar que s'empra també en jardineria com a tanca vegetal.

## Morfologia
És un arbust de creixement ràpid que resisteix molt bé el vent i pot créixer prop del mar, tant en forma d'arbust com d'un arbre de 4 m. Les fulles són dures, brillants i de color verd fosc, tot i que el revers és d'un verd més suau. Exsuda una llet, un làtex no tòxic per les seves branques.
Les seves tiges tenen punxes característiques en forma de "y" grega. Les espectaculars espines d'aquesta planta li permeten protegir-se d'animals herbívors africans. Sovint, característiques com la forma, la mida, el lloc on es troben i el nivell d'agrupament de les espines depèn del tipus d'animal contra el qual s'ha de protegir la planta.

## Ecologia
Carissa bispinosa prolifera en zones boscoses de les parts del sud-oest del cap occidental al llarg de les àrees costaneres a través de la província del Cap Oriental, KwaZulu-Natal a Gauteng i les províncies del nord. També passa a l'Estat Lliure Oriental, Lesotho, Swazilàndia, Zimbabwe i Moçambic s'estén cap a l'oest a Botswana i Namíbia i esporàdicament més al nord fins a Kenya. Les fulles i les espines, en particular, mostren una marcada variació en tot el rang de distribució.